# Lactococcus
Lactococcus je rod Gram-pozitivnih bakterija iz porodice Streptococcaceae. Bakterije roda Lactococcus običo su kružne ili ovoidne, dimenzija 0.5–1.2 µm s 0.5–1.5 µm. Nalazimo ih u parovima ili kraćim lancima, ne stvaraju spore i nisu pokretne.
Prema starim klasifikacijama, pet najznačajnijih vrsta bile su klasificirane u rod Streptococcus, grupu N.
Bakterije roda Lactococcus koriste se u proizvodnji fermentiranih mliječnih proizvoda (npr. sir).